# Hochdorf-Assenheim
Hochdorf-Assenheim este o comună din landul Renania-Palatinat, Germania.